# روتشيل آيتس
روتشيل آيتس (بالإنجليزية: Rochelle Aytes)‏ هي عارضة وممثلة أمريكية، ولدت في 17 مايو 1976 بنيويورك في الولايات المتحدة.

## أعمال

### أفلام
- (2007) خدعة أم حلوى

### مسلسلات
- الناجي المعين
- إن سي آي إس
- ربات بيوت يائسات
- نيويورك

## وصلات خارجية
- روتشيل آيتس على موقع IMDb (الإنجليزية)
- روتشيل آيتس على موقع ألو سيني (الفرنسية)
- روتشيل آيتس على موقع ميوزك برينز (الإنجليزية)
- روتشيل آيتس على موقع أول موفي (الإنجليزية)
- روتشيل آيتس على موقع قاعدة بيانات الأفلام السويدية (السويدية)
- روتشيل آيتس على موقع إن إن دي بي (الإنجليزية)
- روتشيل آيتس على موقع قاعدة بيانات الفيلم (الإنجليزية)
- روتشيل آيتس على موقع كينوبويسك (الروسية)